# Nyjský záliv
Nyjský záliv (rusky Ныйский залив) je záliv Ochotského moře nacházející se na východním pobřeží ostrova Sachalin.

## Geografie
Nyjský záliv je mělká vodní plocha o rozloze asi 56 km², oddělená od moře úzkými písečnými kosami. Průměrná hloubka zálivu je asi 2 m. Zátoku tvoří dvě laguny - Nyjvo a Dagi, které jsou spolu propojeny několika vodními kanály mezi malými ostrůvky.
Vstup do zálivu se nachází na severu mezi mysy Takrvo a Age. Do zálivu ústí dvěma rameny řeka Tym, v jejíž deltě vznikly ostrovy Krotovskij a Džimdan.

## Etymologie
Název zálivu pochází z nivchského slova ny, které se překládá jako zátoka.

## Historie
Záliv byl objeven v roce 1805 ruskou expedicí Ivana Fjodoroviče Kruzenšterna. V roce 1849 byl záliv podrobně prozkoumán a popsán ruským mořeplavcem Gennadijem Ivanovičem Něvelským.

## Hydrologie
Hydrologický režim zálivu je dán vlivem toku řeky Tym a působením přílivových proudů. Během dne dochází k prudkým změnám teploty, slanosti a hladiny vody.

## Obyvatelstvo
Lidé odedávna obývají Nyjský záliv. Během staletí tam vznikly rybářské osady domorodých Nivchů Ul-vo, Kkomr-vo, Eud-vo a Ny-vo. Některé z těchto osad existují i ve 21. století a slouží jako místa pobytu a lovu domorodců. Nedaleko od zálivu se nachází osada Gorjače Ključi známá svými minerálními prameny.
Nedaleko od ústí řeky Tym se nachází sídlo městského typu Nogliki.

## Fauna
Nyjský záliv je bohatý na ryby a mořské živočichy, proto je centrem rybolovu.
V zálivu žijí lososy gorbuše, lososy keta, kisuči, tresky, sledě, platýsi, lipani sachalinští a korušky. Celkem zde žije více než 30 druhů ryb. V roce 2023 se v zálivu poprvé objevilo stádo kosatek.

## Legenda
Záliv je důležitým místem pro mytologii domorodých Nivchů. Právě z tohoto zálivu vkročil na souš stvořitel všeho živého Tajchnad, který za sebou nechal širokou a hlubokou brázdu, do které se vlévala mořská voda a tím vznkla řeka Tym. Tajchnad kolem sebe udeřil několikrát bičem a tím vznikly menší brázdy, které se proměnily v přítoky Tymu (Imčin, Nogliki, Uglekuty) a další řeky tekoucí do Nivského zálivu - Dagi, Veni, Džimdan a Tom.